# Comté de Franklin (Missouri)
Pour les articles homonymes, voir Comté de Franklin.
Le comté de Franklin, en anglais : Franklin County, est un comté de l'État américain du Missouri. 

## Comtés voisins
- Comté de Gasconade (à l'ouest)
- Comté de Warren (au nord)
- Comté de Saint Charles (au nord)
- Comté de Saint Louis (à l'est)
- Comté de Jefferson (à l'est)
- Comté de Washington (au sud)
- Comté de Crawford (au sud)

## Villes
- Pacific
- Union
- Washington
- Sullivan
- Saint Clair
- Berger
- Labadie
- Gerald
- New Haven

## Transports
- Interstate 44
- U.S. Route 50
- U.S. Route 66
- Missouri State Highway 47

## Sites et bâtiments protégés
- Meramec State Park Lookout House and Observation Tower